# Soumyajit Ghosh
Soumyajit Ghosh (* 10. Mai 1993 in Shiliguri) ist ein indischer Tischtennisspieler. Er nahm zweimal an den Olympischen Spielen teil. Der Inder verwendet ein Butterfly Holz und verwendet auf der Vorhand sowie Rückhand den Tenergy 05.

## Karriere
2010 trat er erstmals international in Erscheinung, damals konnte er Bronze im Mixed-Doppel bei den Jugend-Weltmeisterschaften gewinnen. 2011 holte er bei gleichem Turnier erneut Bronze, mit der Mannschaft.
Mit der Mannschaft erreichte er auch Platz 1 bei den Jugend-Asienmeisterschaften. 2013 schlug er bei den nationalen Meisterschaften Indiens den Topspieler Achanta Sharath Kamal. In der U21-Klasse gewann er bei den Brazil Open im selben Jahr Gold. 2014 spielte der Inder bei den Commonwealth Games mit, bei welchen er im Einzel, sowie Doppel im Viertelfinale scheiterte, mit dem Team jedoch Bronze holte.
2015 durfte an bei den Weltmeisterschaften teilnehmen, wo er die Runde der letzten 64 erreichte. Zuvor schlug er Quadri Aruna. 2016 qualifizierte er sich für die Olympischen Spiele, wo er jedoch schon früh das Handtuch werfen musste.

## Turnierergebnisse
| Verband | Veranstaltung       | Jahr | Ort               | Land                   | Einzel        | U21           | Doppel    | Mixed | Team      |
| ------- | ------------------- | ---- | ----------------- | ---------------------- | ------------- | ------------- | --------- | ----- | --------- |
| IND     | Olympische Spiele   | 2012 | London            | Vereinigtes Königreich | letzte 64     |               |           |       | letzte 16 |
| IND     | Olympische Spiele   | 2016 | Rio de Janeiro    | Brasilien              | letzte 64     |               |           |       | letzte 16 |
| IND     | World Tour          | 2013 | Kuwait City       | Kuwait                 | Qual.         |               |           |       |           |
| IND     | Challenge Series    | 2014 | Madrid            | Spanien                | letzte 64     | letzte 16     |           |       |           |
| IND     | World Tour          | 2014 | Doha              | Katar                  | Viertelfinale |               |           |       |           |
| IND     | Commonwealth Games  | 2014 | Glasgow           | Schottland             | Viertelfinale | Viertelfinale |           |       | Bronze    |
| IND     | Weltmeisterschaften | 2015 | Suzhou            | Volksrepublik China    | letzte 64     |               | letzte 64 |       |           |
| IND     | Challenge Series    | 2017 | Santiago de Chile | Chile                  | Silber        |               |           |       |           |
| IND     | Challenge Series    | 2019 | Abuja             | Nigeria                | Bronze        |               |           |       |           |

## Persönliches
Ghosh stammt aus einer bürgerlichen Familie. Sein Vater Hari arbeitete für die lokale Gemeindegesellschaft, seine Mutter Mina Ghosh ist Hausfrau. Er ist das einzige Kinder seiner Eltern und galt im November 2016 als bester indischer Tischtennisspieler.